# حوير التركمان
حوّير التُّركمان قريةٌ صغيرةٌ تقبعُ في الجهةِ الغربيّة الجنوبيّة من مدينةِ حماة وتبعد عنها حوالي  50 كم، وتتبعُ إداريّاً إلى بلديّة بيت ناطر في ناحية عين حلاقيم في منطقة مصياف في محافظة حماة. بلغ عددُ سكّانها 1,003 نسمة في عام 2004 حسب إحصاء المكتب المركزي للإحصاء.
اشتغل أهلُها بالزّراعة وتربيةِ المواشي والدّواجن. أرضُها جبليّة خصبة اشتُهرت بالتّين والعنبِ وأشجار الجوز والبلّوط والسّنديان والحور، ومن أشجارِ الحَور حملَت القريةُ اسمَها، وأُضيفت كلمةُ التّركمان إليها لتمييزِها عن قريةِ حوّير الصّليبِ التّابعة لمطقةِ مصياف ذاتِها. كما اشتُهر أهلُها بصناعةِ الدّبس، وكان  فيها العديدُ من معاصرِ الدّبس الحجريّةِ القديمة؛ وذلك لسعةِ انتشار كرومِ العنبِ فيها، لكنّ تلك المعاصرَ اندثرَت وعفا عليها الزّمنُ بعد تقلُّصِ زراعة الكرومِ الّتي حلّت محلَّها الزّراعاتُ الحديثة إثر تطوُّرِ الحياةِ الاجتماعيّة والاقتصاديّة والثقافيّة. 
وكان للمرأةِ دورٌ اقتصاديٌّ مميّزٌ، إذ ساهمَت من خلالِ صناعةِ السّجَّاد الصّوفيّ المتمّيز في رفدِ الحياة الاقتصاديّةِ والمعيشيّة بمنبعٍ إضافيّ لمستوى الدّخل العائليّ؛ وذلك حتّى سبعينيّات القرنِ الماضي، ولم يتقلّصْ دورُ المرأةِ في الحياة الاقتصاديّةِ خلال القرنِ الحادي والعشرين، فقد ظلّت تشاركُ الرّجلَ في العمل يداً بيدٍ في العنايةِ بالحقول وجنيِ محاصيلِ ثمارِ التّفّاح وغيرِها، إضافةً إلى دورِها الّذي حبَتْها إيّاها العظمةُ الإلهيّة في الإنجابِ وتربيةِ الأطفالِ وبناءِ العشِّ الزّوجيّ بناءً يتواءمُ مع الحياةِ المعاصرةِ المتحضرّة. 
ومع تطوّرِ الحياةِ ونضجِ الوعي الزّراعيِّ في القريةِ منذُ أكثرَ من خمسينَ عاماً فقد طوّر أهلُها زراعةَ الأشجار المثمرة، فاهتمّوا بزراعة أشجار التفّاح والزّيتون والخوخ وغيرِها؛ لتحسين دخلِهم المعيشيّ، فنجحُوا  نجاحاً منقطعَ النّظير في هذا النوع من الزّراعةِ الحديثة. فيها غاباتٌ حراجيَّة طبيعيّة تعود إلى أزمانٍ بعيدة، وفيها نبعُ ماء باردٍ في الصّيف دافئٍ في الشّتاء يتميّزُ بطعمِه العذبِ السّلسبيل، ومناخُها باردٌ جدّاً في الشّتاء نظراً لموقعِها الجبليّ، ومعتدلٌ في الصّيف. كان يتوسّطُ ساحةَ القريةِ جرنٌ حجريٌّ منقوش كبير يعود إلى زمن الرّومان. وفيها مسجدٌ واحدٌ تمَّ تحديثُه بعدما تهدَّمَ، ويعودُ المسجدُ إلى العهدِ العثمانيّ. كما كان يتوسّط القريةَ إلى جانب المسجدِ بيتٌ حجريٌّ من الحجارةِ البازلتيّة، بُني زمنَ الإقطاع، وكان يتميّزُ بقناطرِه الحجريّة من الدّاخل ونوافذِه وأبوابِه الضّيقةِ التي تشبهُ القلعة، وقد حوّله أهلُ القرية إلى مدرسةٍ ابتدائيّة، تجمعُ كلُّ غرفةٍ منه صفّينِ دراسيّين خلالَ الستيناتِ والسّبعينات من القرنِ الماضي.
يُجيدُ سكّانُ القرية اللّغتينِ العربيّةَ والتُّركمانيّة، ويتميّز أهلُها بطيبِ المعشرِ ودماثةِ الخلُق وحسنِ الجوار وكرمِ الضّيافة.

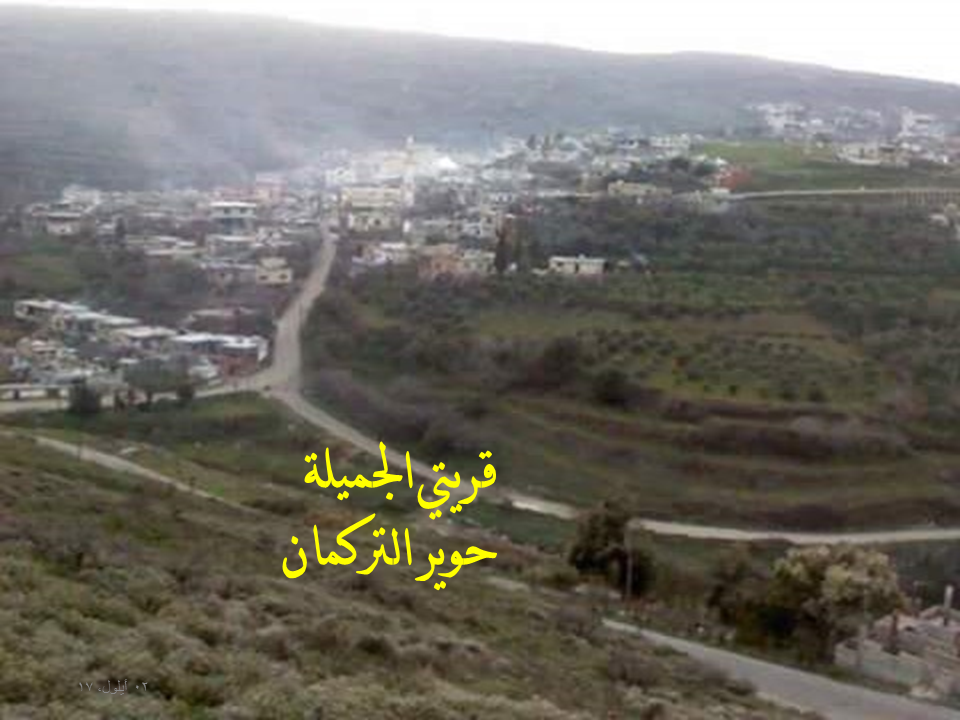
صورة حديثة تبين الطبيعة الجميلة التي تجمع بين الأصالة والحداثة.